# Большая Кузъёль
Больша́я Ку́зъёль — река в России, протекает по Ленскому району Архангельской области. Длина реки составляет 15 км, она сливается с рекой Малая Кузъёль (приходящей справа), образуя реку Кузъёль, которая в 5 км ниже впадает в р. Шиес.

## Этимология
Кузъёль в переводе с коми — «длинный ручей», от куз — «длинный» и ёль — «ручей», «лесная речка».

## Данные водного реестра
По данным государственного водного реестра России относится к Двинско-Печорскому бассейновому округу, водохозяйственный участок реки — Вычегда от города Сыктывкар и до устья, речной подбассейн реки — Вычегда. Речной бассейн реки — Северная Двина.
Код объекта в государственном водном реестре — 03020200212103000023658. В ГВР название реки указано с ошибкой (Большая Кузвель).